# Янни, Антонио
Антонио Янни (итал. Antonio Janni, 19 сентября 1904, Сантена — 29 июня 1987, Турин) — итальянский футболист, играл на позиции опорного полузащитника. По завершении игровой карьеры — футбольный тренер.
Наибольших результатов добился л с «Торино», в котором провел большую часть игровой карьеры, а затем был главным тренером клуба. В составе сборной Италии — бронзовый призёр Олимпийских игр.

## Клубная карьера
Родился 19 сентября 1904 года в городе Сантена. Воспитанник футбольной школы клуба «Торино». Взрослую футбольную карьеру начал в 1920 году в основной команде того же клуба, в которой провел семнадцать сезонов, приняв участие в 322 матчах чемпионата. За это время дважды завоевал титул чемпиона Италии (один был аннулирован), а также становился обладателем Кубка Италии.
Завершил профессиональную игровую карьеру в клубе «Варезе» из Серии С, за команду которого выступал в течение сезона 1937/38 годов.

## Выступления за сборную
В 1924 году дебютировал в официальных матчах в составе национальной сборной Италии.
В составе сборной был участником футбольного турнира на Олимпийских играх 1924 года в Париже и футбольного турнира на Олимпийских играх 1928 года в Амстердаме, на котором команда завоевала бронзовые награды. Также помог сборной выиграть Кубок Центральной Европы 1927—1930.
В течение карьеры в национальной команде, которая длилась 6 лет, провел в форме главной команды страны 23 матча, забив 1 гол.

## Карьера тренера
Сразу по завершении игровой карьеры, в 1938 году, вернулся в «Торино», где стал главным тренером и посоветовал новому президенту клуба Ферруччо Ново купить игрока «Варезе» Франко Оссолу, который стал первым игроком легендарного «Гранде Торино».
В дальнейшем тренировал «Варезе», но в начале 1943 года вернулся в «Торино» и в сезоне 1942/43 выиграл чемпионат и Кубок Италии. В 1944 году с командой, которая получила название «Торино ФИАТ», занял второе место в полуофициальном чемпионате.
После войны тренировал «Про Верчелли», «Каррарезе», СПАЛ (с которым выиграл Серию Б в сезоне 1950/51) и «Новару».
Последним местом тренерской работы был клуб «Равенна», который Антонио Янни возглавлял в качестве главного тренера с 1958 до 1960 года.
Умер 29 июня 1987 года на 83-м году жизни в городе Турин.

## Титулы и достижения

### Как игрока
- Чемпион Италии (1):

«Торино»: 1927-28
- Чемпион Италии (аннулирован):

«Торино»: 1926-27
- Обладатель Кубка Италии (1):

«Торино»: 1935-36
- Обладатель Кубка Центральной Европы (1):

Италия: 1927-1930

### Как тренера
- Чемпион Италии (1):

«Торино»: 1942-43
- Обладатель Кубка Италии (1):

«Торино»: 1942-43